# Llámame
Llámame је песма румунског певача Wrs. Песма је представљала Румунију на такмичењу за Песму Евровизије 2022. у Торину. Llámame су написали Александру Турку, Андреј Урсу (Wrs), Цезар Гуна и Костел Доминћеану.
ТВ Румунија је отворила период за подношење пријава за уметнике и композиторе у периоду од 26. новембра 2021. до 19. децембра 2021. године. Llámame је изабрана као једна од десет финалиста. Финале је одржано 5. марта 2022. године и Llámame побеђује.
Такмичење за Песму Евровизије 2022. одржано је у Торину у Италији и састојало се од два полуфинала 10. и 12. маја, и финала 14. маја 2022. године. Румунија се квалификовала у велико финале. Ово је била њихова прва квалификација од 2017. године. У финалу, Румунија је завршила на 18. месту.